# 嘧啶
嘧啶是一种含二氮的杂环芳香化合物，分子式為C4H4N2。嘧啶由2个氮原子取代苯分子间位上的2个碳形成，是一种二嗪；和吡啶一样，嘧啶保留了芳香性。嘧啶与嘌呤同为核酸中最重要的组成部分。
嘧啶碱泛指结构中含有嘧啶母核（pyrimidine core）者，如：胞嘧啶、胸腺嘧啶和尿嘧啶。

嘧啶母核

## 嘧啶与核酸
形成DNA和RNA的五种碱基中，有三种是嘧啶的衍生物：胞嘧啶（Cytosine）、胸腺嘧啶（Thymine）、尿嘧啶（Uracil）。

胞嘧啶
胸腺嘧啶
尿嘧啶

其中胸腺嘧啶只能出现在脱氧核糖核酸中，尿嘧啶只能出现在核糖核酸中，而胞嘧啶两者均可。在碱基互补配对时，胸腺嘧啶或尿嘧啶与腺嘌呤以2个氢键结合，胞嘧啶与鸟嘌呤以3个氢键结合。